# Ebony Wall
Ebony Wall ist eine Symphonic-Metal-Band aus Annaberg-Buchholz.

## Geschichte
Ebony Wall wurden im Herbst 2011 von Gitarrist und Songwriter Ronny Schuster gegründet. Von Anfang an dabei waren Bert Wolter (Bass), Philipp „Nafta“ Dießl (Schlagzeug) und Yves Merten (Gitarre, Gesang), die sich alle von den Bands Testimony, Fimbulthier und Wishmaster, einer Nightwish-Coverband, kannten. In der Startphase suchte man ursprünglich einen männlichen Sänger und hielt auch einige Auditions dazu ab. In dieser Zeit bekam Ronny Schuster von einem Bekannten eine CD der Band Eternal Sleep in die Hand gedrückt, bei der die damals erst 17-jährige Nina Irmscher sang. Begeistert von ihrer Stimme, lud er sie zu einer Bandprobe ein. Gleichzeitig kam dann noch Keyboarder Denny „Malle“ Meitsky dazu, der mit Nina zuvor ebenfalls bei Eternal Sleep spielte. Beide komplettierten im Dezember 2011 das endgültige Line-up von Ebony Wall.
Die ersten Monate der Bandgeschichte prägten intensive Proben und Songwriting.
Ende 2012 ging es dann in das in Annaberg-Buchholz beheimatete ToneKeeper Studio, wo Ebony Wall zusammen mit dem Produzenten Andreas Rudolph erstmals eine Demo-CD aufnahmen.
Am 2. März 2013 hatte Ebony Wall ihren ersten Live-Auftritt in der Alten Brauerei Annaberg-Buchholz. Gehüllt in Priesterroben bewies die Band, auch live vor Publikum zu überzeugen und dessen Erwartungen zu erfüllen.
Neue Fans und Auftritte im In- und Ausland (unter anderem im Rahmenprogramm von Bands wie Tankard, Grave Digger, Xandria und Alpha Tiger) kamen schnell hinzu.
Anfang 2014 traf man sich erneut im ToneKeeper Studio, um die Arbeiten am Debütalbum zu beginnen. Aufgrund einiger Unterbrechungen wurden die Aufnahmen erst Anfang 2015 abgeschlossen.
Am 9. Mai 2015 wurde dann das erste Full-length-Album Time veröffentlicht.
Im August 2015 gab Keyboarder Meitsky seinen Ausstieg bekannt. Sein letztes Konzert mit Ebony Wall bestritt er am 7. November 2015. Zeitgleich wurde mit Nikolas Dießl sein Nachfolger bekannt gegeben.
2016 erreichte Ebony Wall das Finale des Wacken Metal Battle.

## Auszeichnungen
- 2016: Finalist beim deutschen Wacken Metal Battle

## Diskografie
- 2013: Ebony Wall (Demo-EP)
- 2015: Time (Album)

## Musikvideos
- 2014: Strangers in Hell
- 2017: Nightfall (feat. Stephan Dietrich)